# Heyerode
Heyerode is een dorp in de Unstrut-Hainich-Kreis in Thüringen. Sinds 1 december 2011 is de tot dan toe zelfstandige gemeente een ortsteil van de landgemeente Südeichsfeld.